# Anthurium joaquinense
Anthurium joaquinense är en kallaväxtart som beskrevs av Thomas Bernard Croat och D.C.Bay. Anthurium joaquinense ingår i släktet Anthurium och familjen kallaväxter. Inga underarter finns listade.